# Stadio Nagai
Lo  Stadio Nagai  (大阪市長居陸上競技場?, Ōsaka-shi Nagai Rikujō Kyōgijō, lett. stadio municipale della città di Osaka) è uno stadio polifunzionale di Osaka, nella regione del Kansai dell'isola di Honshū, in Giappone. Ospita le partite casalinghe della squadra di calcio Cerezo Osaka ed è il punto di partenza e di arrivo per la maratona internazionale femminile di Osaka, che si tiene ogni anno in gennaio.
Costruito nel 1964 in occasione dei Giochi della XVIII Olimpiade e ristrutturato nel 1996 con un progetto da 380 milioni di dollari, lo stadio Nagai è la più vecchia tra le sedi usate per il Campionato mondiale di calcio 2002. Sarebbe stato l'impianto principale dei Giochi della XXIX Olimpiade del 2008, ai quali Osaka si era vanamente candidata e che furono poi assegnati a Pechino.
È stato anche sede dei Campionati del mondo di atletica leggera 2007. A partire dal 1996 e fino al 2010, ha ospitato l'Osaka Grand Prix, l'unica tappa giapponese del circuito IAAF Grand Prix di atletica leggera (dal 2009 IAAF Super Grand Prix).

## Localizzazione
Lo stadio si trova nel parco di Nagai del quartiere Higashisumiyoshi-ku, nella parte meridionale del territorio comunale di Osaka. È collocato a metà strada tra la stazione di Tsurugaoka e quella di Nagai, lungo la linea Hanwa delle ferrovie JR West, e vicino alla stazione Nagai della linea Midōsuji della metropolitana di Osaka. Lo stadio è a cinque minuti a piedi da ciascuna di queste stazioni.

## Storia
Costruito per le olimpiadi del 1964, lo stadio fu ufficialmente inaugurato il 20 ottobre 1964 con una partita di calcio del torneo olimpico. La capienza iniziale era di circa 23.000 spettatori.
Inizialmente non venne incluso nella rosa delle sedi che avrebbero dovuto ospitare i Campionati mondiali di calcio. Il rinnovo del 1996, che portò la capienza a circa 50.000 spettatori, era stato avviato in occasione del festival nazionale degli sport (国民体育大会?, Kokumin Taiiku Taikai) e per il meeting di atletica Osaka Grand Prix del 1997. Solo a progetto avviato lo stadio venne selezionato per ospitare alcuni eventi della Coppa del Mondo del 2002.
Per venire incontro alle norme stabilite dalla FIFA, al progetto di rinnovo furono apportate delle modifiche, tra cui un nuovo campo in erba, un tabellone, l'aggiunta di schienali a tutti i seggiolini (costata 5,5 milioni di dollari) e una copertura.
L'opera fu affidata all'architetto Showa Sekkei il quale, in linea con gli altri stadi giapponesi e coreani, diede nel design un occhio particolare al simbolismo, in particolare con i 19.000 m² della copertura, che ricorda le ali di un uccello.

## Struttura
Lo stadio Nagai comprende diverse strutture adiacenti all'impianto principale, tra cui un campo secondario, un campo da baseball, piscine coperte e scoperte, campi da tennis, un campo da calcio e da rugby, un ring per il sumo, un giardino botanico, un museo di scienze naturali e un centro sportivo per disabili.
La struttura principale è organizzata in cinque livelli: il primo livello ospita le attività amministrative, il secondo comprende gli spalti principali, punti di rinfresco e toilettes. Il terzo livello ospita un ostello della gioventù, mentre al quarto livello si trovano le aree dedicate ai VIP. Al quinto livello infine si trovano le attrezzature per le trasmissioni televisive, collegate al resto del mondo grazie ad una rete di fibre ottiche.
Gli spalti garantiscono una piena visibilità del campo da qualsiasi angolazione, e sono divisi in settori per mezzo di recinzioni. Dietro le curve si trovano due schermi da 9.3 x 24.8 m.
Lo stadio è sormontato ai lati da due enormi coperture in teflon, il punto principale del progetto di rinnovo dello stadio, sostenute da sottili travi di alluminio. All'estremità interna la copertura è sostenuta da una struttura chiamata "travatura a chiglia" in una campata di 200m.

## Campo
Il campo è stato ridimensionato in conformità agli standard FIFA. Attualmente le sue dimensioni sono di 110 x 73 m, e la superficie è una combinazione di tifton 419 (un tipo di erba adatta al clima caldo-umido) ed erba sempreverde.
Attorno al campo da calcio si trova una pista di atletica da 400 m con 9 corsie in tartan.

## Principali manifestazioni sportive ospitate

### XVIII Olimpiade
Lo stadio ospitò 2 eventi delle olimpiadi di Tokyo del 1964. Fu inaugurato il 20 ottobre 1964 con la partita di calcio tra Jugoslavia e Giappone, valida per il torneo di consolazione per l'assegnazione del quinto posto ai giochi olimpici, che fu vinta dalla squadra europea con il risultato di 6-1. Due giorni dopo, sempre al Nagai, la Romania si aggiudicò il quinto posto sconfiggendo la Jugoslavia per 3-0. Durante i giochi olimpici, organizzati da Tokyo, nessuna gara di atletica fu disputata al Nagai.

### Mondiali di calcio Giappone-Corea del Sud 2002
Lo stadio ha ospitato nel 2002 i seguenti incontri dei campionati del mondo di calcio:
| Ōsaka 12 giugno 2002, ore 15:30 UTC+9 | Nigeria | 0 – 0 referto | Inghilterra | Stadio Nagai\| Arbitro: \| Hall \| |
| Arbitro:                              | Hall    |               |             |                                    |

| Arbitro: | Veissière |

|  |           |                          |
|  | Marcatori | 48’ Morishima 75’ Nakata |

| Arbitro: | Ruiz |

|  |           |                 |
|  | Marcatori | 94’ (gg) Mansız |

### Qualificazioni al campionato mondiale di football americano 2003
| Ōsaka 23 febbraio 2003, ore 12:00 JST | Giappone | 88 – 0 (21-0 27-0 26-0 14-0) referto | Corea del Sud | Stadio Nagai (14000 spett.) |

### Campionati del mondo di atletica leggera 2007
Dal 24 agosto al 2 settembre 2007, lo stadio Nagai ha ospitato l'undicesima edizione dei Campionati del mondo di atletica leggera. All'evento parteciparono 1.978 atleti (cifra record a quel tempo per i campionati del mondo di tutte le discipline sportive) in rappresentanza di 200 nazioni. Osaka si aggiudicò la manifestazione dopo essere rimasta l'ultima in lizza per il ritiro delle altre candidate.
Critiche furono rivolte all'organizzazione per lo scarso numero di spettatori che seguirono le gare, tra i motivi che determinarono tale evento vi furono l'alto prezzo dei biglietti, la micidiale afa che condizionò le gare e gli scarsi risultati ottenuti dagli atleti giapponesi. Non fu stabilito alcun record mondiale.